# 建平乡 (巫山县)
建坪乡，是中华人民共和国重庆市巫山县下辖的一个乡镇级行政单位。

## 行政区划
建坪乡下辖以下地区：
中伙村、黄岩村、青台村、建平村、柳坪村、春晓村、云台村和瓜瓢村。